# 대치항
대치항은 경상남도 하동군 금남면 대치리에 있는 어항이다. 2002 7월 8일 어촌정주어항으로 지정하여 관리하고 있다. 시설관리자는 하동군수이다.

## 어항 구역
본 항의 어항구역은 다음과 같다.
- 수역: 대치 진구지 선착장 옆 돌출부에서 동서쪽 선착장 옆 돌출부까지 연결한 선내수역

## 어항 시설
- 선착장 50m, 물양장 60m

## 기본 계획
- 선착장 50m, 물양장 60m, 호안 160m

## 주요 어종
- 전어, 농어, 숭어, 도다리, 장어, 게, 굴, 바지락, 피조개